# 六间房
六间房（6.cn），于2006年5月25日在北京成立，是一家中国在线真人秀视频互动网站。
2006年赞助拍摄胡戈的新电影《鸟笼山剿匪记》及《007大战黑衣人》并取得两剧首播权，引起较大反响，知名度获得极大提高，在《鸟》剧首播期间曾使网站几近瘫痪。2007年8月以7位数高价购得并启用超短域名 6.cn，使“网站流量在短时间内实现了翻番”。 六间房与其他中国视频网一样，也有严重的侵权问题，曾多次因视频侵权而被告上法庭。
2015年宋城演藝以26億收購六間房，收購溢價達68倍。

## 资料来源
1. ↑  . v.6.cn.   [2020-05-20]. （原始内容存档于2020-12-17）.
2. ↑  .   [2009-09-12].
3. ↑  .   [2009-09-12]. （原始内容存档于2007-04-02）.
4. ↑  .   [2009-09-12]. （原始内容存档于2009-07-08）.
5. ↑  .   [2009-09-12].
6. ↑  .   [2009-09-12]. （原始内容存档于2012-07-12）.
7. ↑  .   [2009-09-12]. （原始内容存档于2012-08-17）.
8. ↑  网易. . tech.163.com.   [2016-09-08]. （原始内容存档于2015-07-15）.